# 呂公著
呂 公著（りょ こうちょ、天禧2年（1018年）- 元祐4年2月3日（1089年3月17日））は、北宋の政治家。字は晦叔。呂夷簡の子。呂希哲の父。旧法党の代表的な人物の一人で、司馬光とともに宰相を務めた。

## 経歴
初め父の恩蔭で官途に就くが、慶暦2年（1042年）に進士に及第し、神宗が即位すると翰林学士に任ぜられ、英宗実録の編纂にあたる。ところが、王安石の青苗法を厳しく批判したことから、左遷される。兄の呂公弼や友人の欧陽脩・司馬光とともに旧法派の代表的な人物として知られた。哲宗即位後の元祐元年（1086年）に司馬光とともに召されて、それぞれ宰相職である尚書左僕射兼門下侍郎・尚書右僕射兼中書侍郎に任ぜられて新法を廃止した。司馬光没後の元祐3年（1088年）に司空・平章軍国重事に任ぜられて三公として遇せられ、没すると、申国公の位を追贈された。